# Брянцево (Вологодская область)
Брянцево — деревня в Грязовецком районе Вологодской области.
Входит в состав Комьянского муниципального образования, с точки зрения административно-территориального деления — в Ведерковский сельсовет.
Расстояние до районного центра Грязовца по автодороге — 45 км.
По данным переписи в 2002 году постоянного населения не было.